# 岭口镇
岭口镇，是中华人民共和国海南省定安县下辖的一个乡镇级行政单位。

## 行政区划
岭口镇下辖以下地区：
岭腰村、封浩村、群山村、岭口村、佳巷村、田堆村、鲁古井村、大塘村和儒沐塘村。